# Далмат Исетски
Далмат Исетски (рођ. Дмитриј Иванович Мокрински; 1594, Березов - 25. јун (5. јул) 1697, Далматовски Успенски манастир) - оснивач Далматовског Свето-Успенског манастира. Насеље које је настало у близини манастира 1781. године добило је статус среског града са именом Далматов у част ктитора.
Преосвећени Руске православне цркве (канонизован 2004. године као локално поштовани светитељ Курганске и Шадринске епархије),
Православна црква га помиње 10. јуна (Саборни храм сибирских светитеља) и 25. јуна. Архијерејски сабор 2013. одобрио је црквено поштовање светог Далмата.
Биографија светог Далмата сачувана је у спису Вести о оснивању манастира Далматов, које је почетком 18. века написао његов син архимандрит Исак (Мокрински).

## Биографија
Дмитриј Мокрински је рођен 1594. године у породици козачког атамана Ивана Мокринског у Березовском затвору Березовског округа Тобољске области (сада је насеље градског типа Березово административни центар Березовског округа Ханти-Мансијске аутономије округ - Југра). Његова мајка је, вероватно, потицала од новокрштених сибирских Татара Тјуменског Мурзе Илигеја или Остјака. Породица је имала три сина: Дмитрија, Саватија (умро 1643-44 платне године) и Федора.
Из докумената сибирског канцеларијског рада познато је да је Дмитриј наведен као дете бојара и да је око 1627-1628, заједно са породицом, пребачен из Берјозова у Тобољск. У документима из 1628. помиње се као градоначелник Тобољска, а 1633. године - као службеник у затвору Вагаи. Током Дмитријеве службе као градоначелника Тоболска у колиби у којој је преноћио, 9. децембра 1628. године избио је пожар у коме је изгорео градски печат, војводски послови и велика количина новца. Спроведена је истрага због сумње за намерно подметање пожара, услед чега су све оптужбе против Дмитрија повучене. Он је 1633. заточио двојицу одбеглих осуђеника из Тобољска, заробљених током Смоленског рата. Због недостатка прихода за издржавање породице (Дмитриј је имао петоро деце), почео је да ображује земљу и, према речима његовог сина Исака, „није био много богат, али док је живећи носио велико сиромаштво градећи своју кућу у изобиљу, сходно својој вери носио је потребе похађања цркве“.
Године 1642 (1643) Дмитриј је напустио службу, жену, децу и примио монашки постриг са именом Далмат у Невјанском Спасо-Богојављенском манастиру. Вероватно је избор овог манастира за постриг био због чињенице да је његов брат Саватије живео у насељу Невјанск. Око 1644. године, у потрази за самоћом, Далмат је напустио манастир, где му је понуђено место неимара, и почео да живи као пустињак у пећини на ушћу реке Тече у реку Исет, званој Бело насеље. Исте године саградио је дрвену капелу. Ова земља је била власништво Татара Илигеја, који је своје земље за лаов дао у закуп Ирбитцима и Невјанцима Корољеву и Шипицину, и под утицајем закупца два пута је покушао да истера Далмата из његове пећине. Према житију светог Далмата, 1645. године, када је Илигеј отишао у пећину да истера Далмата, јавила му се Богородица и заповедила му да ову земљу преда пустињаку. У пролеће 1646. Илигеј је Бело насеље пренео у власништво монаха Далмата. Касније, 1659. године, ове земље су краљевском повељом додељене манастиру који је основао Далмат.
Убрзо се око Далмата формирала група следбеника, створена је пустиња Исет, која је постала прво руско насеље у долини реке Исет. Први Далматов сарадник био је старији Иван из Нижњег Новгорода. Од 1649. године у манастиру Далмат је за свој допринос живео Тимотеј Невежин, оснивач града Кургана, који је обављао све врсте монашких послова без новчане и хлебне плате. Са благословом архиепископа тоболског Герасима (Кремљева), у манастиру је подигнута дрвена капела. Главна светиња манастира била је икона Успења Пресвете Богородице коју је донео Далмат из манастира Невјанск. Септембра 1651. године испосницу је спалила војска сибирског кнеза Девлета Гиреја. Неки од монаха су побијени, остали одведени у ропство. Монах Далмат је био одсутан током похода на пустињу и, дошавши у рушевине, нашао је нетакнуту икону Успења Пресвете Богородице. После ових догађаја, сапутници су поново дошли у Далмат, и манастир је обновљен. Почетком 1650-их, Атанасије (Лубимов), будући први архиепископ Холмогори и Вашки, дошао је у Далмат, постао његов ученик и живео у пустињи више од 10 година. У Исечкој испосници, по благослову архиепископа тоболског Симеона, подигнута је црква Успења Пресвете Богородице са капелом Димитрија Прилуцког и келијом.
Године 1651. старешине су се обратиле петицијом цару Алексеју Михајловичу и тоболском губернатору Василију Борисовичу Шереметјеву са молбом да им дају ове земље. Краљевском повељом од 17. маја 1659. скит је одобрен као манастир, његова заштита је поверена тоболском губернатору. Први игуман манастира био је син монаха Далмате Исак, који се замонашио у очевом манастиру после 1651. године. У манастиру је за Далмата уређена посебна келија, у којој је био повучен. Упркос томе, у писму Тоболску из 1664. године, он је известио да без његових упутстава „браћа, по својој вољи, до данас нису почела и нису чинила никаква духовна и телесна дела“. Далмат је писао и да је послао патроле у степу да обавесте о приближавању номада. Године 1662-1664. манастир је више пута био подвргнут рацијама номадских племена која су га опустошила. У том периоду Далмат је неколико пута био на самрти, два пута је његов манастир до темеља рушен, а два пута га је обнављао из рушевина.
У манастиру Далмату одржавала се веома строга монашка правила.
Након што је патријарх Никон извршио литургијску реформу, Далмат није одмах прихватио исправке литургије. Због повезаности манастира Далматова са староверцима, син Далматов Исак је око 1668. године уклоњен са места игумана све до 1685. године. О припадности Далмата староверцима пише и В. Н. Татишчов, који извештава да је он отишао у раскол још пре монашког завета, живео у пустињи 10 година и да га је тоболски епископ превео у православље.
Свети Далмат се упокојио 25. јуна (5. јула) 1697. године у 103. години живота.

## Поштовање
Далмат је сахрањен на месту прве манастирске цркве Успеније, у ковчегу који је сам направио. Његов гроб је украшен дрвеним надгробним спомеником, који је 1793. године осликао уметник И. Соколовски. На надгробним сликама налазиле су се сцене из живота старца (сукоб са Илигејем, јављање Богородице Илигеју и његово покајање пред Далматом), као и стихови о почетној историји манастира Далматов.